# Юдаков, Алексей Павлович
Алексей Павлович Юдаков (24.03.1911 — 19.03.1977) — советский военачальник, военный лётчик, участник Боев на Халхин-Голе и Великой Отечественной войны, командир истребительных авиационных соединений ВВС РККА, генерал-майор авиации (11.05.1949).

## Биография
Алексей Павлович Юдаков родился 24 марта 1911 года в селе Тростянка Бузулукского уезда (ныне в Богатовский район) Самарской губернии (ныне Самарская область). Русский.
В Красной армии с мая 1932 года. Окончил 3-ю военную школу летчиков и летнабов в городе Оренбург в 1933 году, курсы командиров звеньев при 1-й военной школе пилотов имени А. Ф. Мясникова в 1934 году, 1 курс командного факультета Военной академии командного и штурманского состава ВВС Красной армии в Монино в 1941 году, авиационный факультет Высшей военной академии Генерального штаба имени К. Е. Ворошилова в 1951 году.
А. П. Юдаков в мае 1932 года был призван в РККА и направлен на учёбу в 3-ю военную школу летчиков и летнабов имени К. Е. Ворошилова. По её окончании в январе 1933 г. его командировали на курсы командиров звеньев при 1-й военной школе пилотов имени А. Ф. Мясникова. По завершении обучения в июле 1934 года назначен в 6-ю истребительную авиаэскадрилью ВВС Белорусского военного округа, где занимал должности командира звена и авиаотряда. В апреле 1938 года переведен командиром авиаэскадрильи в 20-й истребительный авиаполк
ВВС Белорусского военного округа. В августе 1938 года капитан А. П. Юдаков был откомандирован командиром авиаэскадрильи в Монгольскую Народную Республику. В этой должности участвовал в боях на реке Халхин-Гол, за что был награждён орденом Красного Знамени. С ноября 1939 года вступил в командование 13-м истребительным авиаполком ВВС Забайкальского военного округа. С октября 1940 года зачислен слушателем в Военную академию командного и штурманского состава ВВС Красной армии.
В начале Великой Отечественной войны майор А. П. Юдаков в июле 1941 года с 1-го курса академии назначен командиром 29-го истребительного авиаполка, входившего в состав 31-й смешанной авиационной дивизии Резервного фронта.
Полк под командованием подполковника А. П. Юдакова 6 декабря 1941 года за образцовое выполнение боевых задач и проявленные при этом мужество и героизм в оборонительных сражениях под Москвой приказом НКО СССР № 347 от 06.12.1941 г. преобразован в 1-й гвардейский истребительный авиационный полк. С ноября 1942 года полковник А. П. Юдаков исполнял должность начальника 4-го отдела Управления формирования и боевой подготовки ВВС Красной армии. С 3 июня 1944 года и до конца войны командовал 302-й истребительной авиадивизией в составе 3-го гвардейского истребительного авиакорпуса 5-й воздушной армии 2-го Украинского фронта.
В июне — июле 1944 года части дивизии участвовали в наступлении войск фронта в Бессарабии, обеспечивали боевые действия наземных войск и подвижных механизированных групп при форсировании реки Прут и освобождении города Яссы, штурмовыми действиями наносили удары по аэродромам Яссы, Васлуй, Хуши, Кишинёв. За успешные боевые действия в июле 1944 года дивизия была преобразована в 14-ю гвардейскую. В августе в ходе Ясско-Кишинёвской наступательной операции части дивизии обеспечивали ввод в прорыв и действия в оперативной глубине 6-й гвардейской танковой армии вплоть до выхода наступающих частей и соединений в Трансильванию и Венгрию. За успешные боевые действия в Ясско-Кишинёвской наступательной операции дивизия была награждена орденом Суворова 2-й степени. С октября 1944 года части дивизии участвовали в Дебреценской и Будапештской наступательных операциях, в ходе которых обеспечивали боевые действия 6-й гвардейской танковой, 46-й, 7-й гвардейской армий и 1-й конно-механизированной группы. За успешные боевые действия в Дебреценской наступательной операции дивизия была награждена орденом Красного Знамени. Полкам дивизии были присвоены почетные наименования: 179-му гвардейскому истребительному авиационному полку — «Трансильванский», 177-му гвардейскому истребительному авиационному полку — «Дебреценский», а 178-й гвардейский истребительный авиационный полк награждён орденом Богдана Хмельницкого 2-й степени. За успешные боевые действия в Будапештской наступательной операции дивизии присвоено почетное наименование «Будапештская».
В марте-мае 1945 года части дивизии участвовали в Венской и Братиславско-Брновской наступательных операциях. В ходе их они обеспечивали наступление наземных войск, механизированных и танковых соединений фронта, осуществляли прикрытие переправ через реки Дунай и Грон, сопровождали бомбардировщики при нанесении бомбовых ударов по военным объектам противника в городах Вена и Братислава. За успешные боевые действия в этих операциях части дивизии были награждены: 177-й и 179-й гвардейские истребительные авиаполки орденом Суворова 3-й степени, 178-й гвардейский истребительный авиаполк — орденом Красного Знамени.
После войны полковник А. П. Юдаков продолжал командовать этой дивизией. С декабря 1946 года командовал 6-м гвардейским истребительным авиакорпусом в составе 2-й воздушной армии. В конце февраля 1947 года корпус был расформирован, а полковник А. П. Юдаков назначен командиром 14-го истребительного авиакорпуса 1-й воздушной армии в Белорусском военном округе. С декабря 1949 года находился на учёбе в Высшей военной академии им. К. Е. Ворошилова.
По окончании Высшей военной академии в декабре 1951 года генерал-майор авиации Юдаков был назначен уполномоченным Военного министерства СССР по организации воздушной обороны государственных границ в Польше. Польше. С июля
1954 года исполнял должность заместителя командующего по ПВО 24-й воздушной армии в Группе советских войск в Германии, с апреля 1957 года — заместитель командующего по боевой подготовке и начальника отдела боевой подготовки и вузов 69-й воздушной армии в Киеве. С августа 1961 года состоял в распоряжении Главкома ВВС. В декабре 1961 года уволен в запас.

## Награды
- Орден Ленина (22.11.1941)[2]
- Ордена Красного Знамени (17.11.1939)[2]
- Орден Красного Знамени (02.11.1941)[2]
- Орден Красного Знамени (24.09.1944)[2]
- Орден Красного Знамени (03.11.1953)[2]
- Орден Богдана Хмельницкого II степени (28.04.1945)
- Орден Красной Звезды (06.11.1947)[2]
- Медаль За боевые заслуги (03.11.1944)[2]
- Медаль За оборону Москвы (19.06.1944)[3]
- Медаль За победу над Германией в Великой Отечественной войне 1941–1945 гг. (09.05.1945)[2]
- Медаль За взятие Будапешта (09.05.1945)[2]
- Медаль За взятие Вены (09.06.1945)[2]
- Знак «25 лет победы в Великой Отечественной войне»

Иностранные награды:
- Орден Тудора Владимиреску (Румыния);
- Орден Заслуг (Венгрия);

Медали Украинской ССР:
- Медаль В память «30-летия Освобождения Киева от немецко-фашистских захватчиков»;
- Медаль В память «30-летия Освобождения Украины от немецко-фашистских захватчиков».